# Alfred Rosmer
Alfred Rosmer (Nova York, 23 de agosto de 1877 - Créteil, 6 de maio de 1964) foi um líder sindicalista antes da Primeira Guerra Mundial e um dos poucos líderes desse movimento a se opor à guerra com o internacionalismo proletário. Um dos fundadores da Terceira Internacional, membro do politburo da Seção Francesa da Internacional Comunista (futuro PCF) entre 1922 e 1924.

## Biografia

### Infância e Juventude
Nascido Alfred Griot, filho de um operário que emigrou para os Estados Unidos depois da Comuna de Paris, 
Até os oito anos, o jovem Alfred vivia em 'Patterson', próximo a Nova York onde seu pai era barbeiro. Depois disso mudou-se com ele para Montrouge na França.
Depois de concluir seus estudos e exercer vários pequenos trabalhos, Alfred conseguiu passar num concurso público na administração dos bairros.
Seu principal biógrafo, Christian Gras, relembra que "a ideia de fazer carreira foi, para ele como para outros futuros militantes, de inteligência excepcional e brilhante, de vasta cultura, totalmente alheia a sua concepção de vida". Aproveita, portanto, seu tempo livre a interessar-se por teatro, pintura e literatura. Igualmente se sente atraído pelas ideias revolucionárias. Contrário ao parlamentarismo socialista, tem uma tendência anarquista. Adere a diferentes movimentos: Montagne Sainte-Geneviève, Étudiants socialistes révolutionnaires, Étudiants socialistes révolutionnaires internationalistes.
De sua infância nos Estados Unidos, conserva o domínio da língua inglesa. Mas aprende italiano e russo para ler os autores que lhe interessam. Em junho de 1906, Alfred escreve seu primeiro artigo no jornal anarquista Les Temps Nouveaux, uma crítica teatral sobre Ibsen. O teatro será uma paixão que não abandonará jamais.

### La Vie ouvrière
Alfred aderiu em 1899 ao primeiro sindicato de funcionários da prefeitura. Afasta-se lentamente do anarquismo para ficar próximo do sindicalismo revolucionário e escreve seus primeiros artigos, sempre sobre teatro no jornal "La Vie Ouvrière", da Confédération Générale du Travail (Confederação Geral do Trabalho,  CGT) que Pierre Monatte havia fundado en 1909. A partir de 1913, toma parte do "núcleo" (nome oficioso do grupo de direção) do jornal, assinando com o pseudônimo de Alfred Rosmer. É o especialista em Inglaterra e Estados Unidos. Monatte e Rosmer seriam desde então amigos fieis.
A partir de 1912, Alfred Rosmer colabora no jornal Batalha Sindical substituindo a Amédée Dunois. O amante do teatro se converte então no cronista parlamentar, onde critica os discursos très Comédie Française. É tão severo com a eloquência verbal dos parlamentares como com o desalinho de alguns jornais anarquistas.
Seu interesse pelos problemas internacionais o levou a fazer numerosas viagens, à Inglaterra, Suíça, Bélgica, para assistir congressos ou seguir greves e entrevistar militantes. Em 1913, é enviado à Conferência Sindicalista Internacional que ocorria em Londres. A CGT e a "La Vie Ouvrière" estavam em desacordo com a criação de uma Internacional Sindical, se negam a participar oficialmente. Mas Alfred Rosmer sempre se mostrou curioso por encontrar-se com militantes estrangeiros.

### A Guerra
No início da Primeira Guerra Mundial em 1914, Alfred Rosmer e Pierre Monatte levaram a público sua discordância com a política da União Sagrada. Rechaçam submeter à censura "La Vie Ouvrière", que cessa de publicar. Rosmer é mobilizado para  a guerra, mas permanece acantonado próximo a Paris e pode continuar com suas atividades militantes. Sempre através das mãos de Monatte se converte na alma de um pequeno grupo internacionalista. Organiza a difusão clandestina do Au-dessus de la mêlée publicado na Suíça, de Romain Rolland. Nesta época inicia amizade com os militantes russos exilados em Paris, em particular com Trotsky e Martov, que iam nas reuniões da "La Vie Ouvrière". Quase todos os domingos, Rosmer passava o dia em uma das moradias parisienses de Trotsky.
Não pôde participar da Conferência de Zimmerwald que se reuniu fora das estruturas tradicionais dos sindicalistas e socialistas. É ali onde se cria o "Comitê para a Recuperação das Relações Internacionais". Alfred Rosmer participa nas reuniões do grupo e assina com Trotsky, em 29 de fevereiro de 1916, no Boletím de Zimmerwald, um manifesto colocando claramente a necessidade de uma Nova Internacional.

### O Comitê da III Internacional
A partir de 1917, Rosmer apoia a Revolução Russa e se empenha resolutamente em difundir as publicações bolcheviques. Junto com Monatte, defendem a linha de um movimento internacionalista respaldado por um sindicalismo revolucionário.
La Vie Ouvrière reapareceu em 30 de abril de 1919. No Congresso da CGT de Lyon ao qual assiste e onde rendera contas, o discurso de Monnate traçará o programa da minoria sindicalista  .
O "Comitê para a recuperação das relações internacionais", converte-se em maio de 1920 no "Comitê da III Internacional" que indica Alfred Rosmer como delegado para o 2º Congresso da Terceira Internacional em Moscou que será chamada a partir de então "Internacional Comunista". Alfred Rosmer permaneceu na Rússia dezessete meses  durante os quais manterá relação com todos os dirigentes bolcheviques, especialmente Trotsky e Lenin, e os dirigentes da Internacional Comunista como Grigori Zinoviev, com quem, em certas ocasiões, terá algumas discussões. É eleito para o Comitê Executivo da Internacional Comunista, presidindo a Comissão de Questões Internacionais em várias ocasiões e na Comissão Sindical.  É indicado para o Comitê Executivo ao lado de Karl Radek, Nikolai Bukharin e  Béla Kun. Nas discussões internas, com relação a divergências táticas ou  mais profundas, não as colocou fora do círculo da discussão, não quería anular a ação da Internacional Comunista com a que estava de acordo nos pontos essenciais.
Alfred Rosmer aprova globalmente a política dos bolcheviques, sem minimizar as dificuldades da revolução nos artículos que envia aos jornais. Não se coloca em desacordo com a repressão de Kronstadt e não crê na possibilidade de um assassinato dos delegados franceses, Vergeat, Lepetit e Lefebvre, misteriosamente desaparecidos no Gran Norte, quando voltavam para a França por Murmansk. Christian Gras aponta que este será um assunto doloroso para o resto de sua vida.
O antigo anarquista aceita igualmente a necessidade da ditadura do proletariado, radicalmente diferente do socialismo parlamentar. Sua presença em Moscou, lhe impede de participar diretamente no Congresso de Tours, está mais próximo dos militantes do Comitê da Terceira Internacional (Fernand Loriot, Boris Souvarine…), do que de Ludovic-Oscar Frossard ou Marcel Cachin, os dois dirigentes «centristas» da jovem Section Française de l'Internationale Communiste (Seção Francesa da Internacional Comunista, SFIC, futuro Partido Comunista Francês).

### Criação da Internacional Sindical Vermelha
Em julho de 1921, Alfred Rosmer  participa no congresso de fundação da Internacional Sindical Vermelha (Profintern). A questão das relações entre as duas internacionais é extremamente delicada. Para os anarco-sindicalistas, o sindicato é a ferramenta primordial para levar a cabo com êxito uma revolução operária, ao contrário da visão leninista na qual o partido é primordial. Alfred Rosmer fez um discurso hábil: já que a maioria dos delegados está a favor da colaboração entre as duas internacionais, está cooperação deve ser aceita. Os partidos deveriam se aproximar dos sindicatos revolucionários. Isto implica num nexo e não numa subordinação. Mas um delegado russo, Alexei Losovski apresentou um texto que previa uma relação orgânica obrigatória entre partido e sindicato. Alfred Rosmer só conseguiu substituir "obrigatória" por "altamente desejável".

### Criação da CGTU
No final de 1921 Alfred Rosmer é substituído por Boris Souvarine como representante francês na Internacional Comunista. Volta a França, mas regressa a Moscou em várias ocasiões entre 1922 e 1924.
Em julho de 1921, no Congresso de Lille da CGT houve um enfrentamento entre a maioria reformista e a minoria revolucionária. A cisão era inevitável. Alfred Rosmer ao voltar para a França paticipa no congresso da fração minoritária em dezembro de 1921. Defende o princípio de uma única Internacional , enfrentando-se com a Monnate, hostil a qualquer conexão entre as duas Internacionais. Quando Monnate se retira da direção da La Vie Ouvrière, faz com que seja substituído por Gaston Monmousseau, que era mais favorável a independência do sindicalismo. Em julho de 1922, a fração minoritária se reuniu no congresso de fundação da Confédération Générale du Travail Unitaire (CGTU)  que se filiou ao Profintern.

### Membro do politburó da Seção Francesa da Internacional Comunista
Ao regressar de Moscou Alfred Rosmer adere ao novo partido saído do Congresso de Tours, a SFIC. Rapidamente lhes são dadas responsabilidades. Coloca-se na ala esquerda do partido, ao lado de Boris Souvarine. É eleito membro do Comitê Organizador do 4º Congresso da Internacional Comunista em dezembro de 1922. Logo depois é eleito para o buró político em janeiro de 1923 e reeleito no Congresso de Lyon em janeiro de 1924. Com efeito, Alfred Rosmer nunca exerceu funções de primeira importância no seio da SFIC. Não conservou muito tempo o posto de secretário geral de La Humanidad, o jornal do SFIC, cargo para o qual era bem preparado.
Em Moscou, Rosmer se opôs a Zinoviev, e em Paris, se opôs naturalmente a Albert Treint, o homem que Zinoviev nomeou como co-secretário do buró político desde 1922. Treint dirigiu uma campanha contra os "direitistas". Em 18 de março de 1924, Alfred Rosmer se absteve na votação sobre as teses de Treint no Comitê Central, nas quais Pierre Monatte e Suvarin votaram contra.
Foi no 5º Congresso da Internacional Comunista que Alfred Rosmer toma realmente consciência da situação, da verossímil eliminação de Trotsky, do triunfo zinovievista e, por tanto, do grupo de Albert Treint, que entra com força no Comitê Executivo da Internacional Comunista. De volta a Paris publica o Testamento de Lenin, e por isso teve que  dar explicações ao buró político, por ter publicado fofocas. Pierre Monatte e Alfred Rosmer são então excluídos do buró em outubro de 1924. Uma Conferência Nacional Extraordinária os acusam de "frosardismo grosseiro, individualismo anarquizante, trotskismo mal afinado".

### Na Liga Comunista da França
Alfred Rosmer e Pierre Monatte levaram a cabo um combate comum numa publicação sindicalista-comunista, La Révolution Prolétarienne. Trotsky lhes pede que sejam soldados do partido desde a revista, dirigindo-se ao Executivo do Comintern para que revise este assunto.
Alfred Rosmer converte-se  cada vez mais num crítico da Internacional Comunista estalinizada e do regime soviético que "volta as costas ao comunismo e cria novas classes privilegiadas". Pierre Monatte retorna a seu antigo ofício de revisor e milita na base do sindicato dos revisores. Alfred Rosmer também se torna revisor, mas privilegia a ação política. Quando Trotsky é expulso para a Turquia, em 1928, Alfred e  sua mulher Marguerite Rosmer lhes dá apoio e organizam uma guarda para impedir que seja assassinado e obter vistos para países mais seguros. Além disso Alfred Rosmer é o encarregado de vender os artigos de Trotsky para a grande imprensa.
Em 1929, Rosmer é nomeado redator-chefe do semanário dos oposicionistas La Vérité e em 1930, participa da fundação da Liga Comunista da França. Rapidamente apareceram divergências entre os líderes, Maurice Dommanget, Raymond Molinier, Alfred Rosmer e Pierre Naville. Desaprovado por Trotsky com relação ao papel de Molinier, Alfred Rosmer se desliga  da Liga em dezembro de 1930, abandonando toda colaboração com La Verité quando Trotsky não desacredita as acusações que Molinier faz contra  Alfred Rosmer de malversação de fundos do partido no encontro de 1931.
Rosmer apoia o pequeno grupo trotskista dissidente La Gauche Communiste e se lança em escrever uma monumental História do movimento operário durante a guerra, cujo tomo I é publicado em 1936.
Alfred e sua mulher Marguerite fazem várias viagens ao exterior, por exemplo a Espanha em 1936 onde podem ver a luta entre estalinistas e opositores. Além da redação de sua História do movimento operário durante a guerra, passa a denunciar os crimes estalinistas contra Andreu Nin, Kurt Landau e Ignace Reiss.
Alfred Rosmer renova os vínculos com Trotsky na época dos Processos de Moscou. A amizade pessoal sobrevive aos desacordos políticos. Participa nos trabalhos dos Comitês de estudos sobre os processos de Moscou. Anima o comitê francês e é indicado para ser um dos dez membros da Comissão Dewey, que investigou as acusações feitas contra Trotsky nos Processos de Moscou e cujo veredito final inocenta o líder comunista de todas as acusações. Por este motivo em 1937 viaja aos Estados Unidos. Nas reuniões em que participa, tanto nos Estados Unidos como na França, teve naturalmente de afrontar a hostilidade dos estalinistas.
Rosmer ficou entretanto à margem das organizações trotskistas. No congresso de fundação da Quarta Internacional, em novembro de 1938, emprestou a sua casa, mas não participou. Quando de sua partida para o México, Trotsky designa Alfred Rosmer como tutor de seu neto Sieva. Em 1939, Alfred e Marguerite se encarregam de levar Sieva a Coyoacán, onde  o avô dele residia e, em junho de 1940, viajam aos Estados Unidos.

### A vida após o Partido (1940-1964)
Os Rosmer permanecem nos Estados Unidos até 1946 Alfred realizando serviços de  revisão e Marguerite lecionando francês. Viajam muito, mantendo poucos contatos com os franceses nos Estados Unidos, excepção a Borís e Françoise Suvarin.
Ao voltar a França no verão de 1946, em tempos da unanimidade nacional da França do pós-guerra, reencontra os velhos amigos da Révolution Prolétarienne. Retoma seu trabalho de revisor na editora Gallimard e na editora Grasset e em jornais.
O casal Rosmer faz numerosas viagens, principalmente a Iugoslavia, depois da Ruptura Tito-Stalin.
En 1949 reúne as notas sobre sua atividade na Internacional Comunista na obra Moscou sob Lenin. Não consegue encontrar um editor e só consegue publicar a obra em 1953 graças ao apoio de Albert Camus que prefacia o libro. Em 1959, com ajuda da venda antecipada, publica o tomo II da Histoire du Mouvement Ouvrier de Zimmerwald à la Révolution Russe. Nunca finalizaria o tomo III.
Em 1960 morre seu amigo Pierre Monatte e em 1962 sua grande companheira Marguerite. Sua atividade intelectual se desenvolveu intensamente, tanto nos trabalhos de investigação para o tomo III como na redação de prefácios para as obras de Trotski.
Alfred Rosmer faleceu em 5 de maio de 1964 no hospital Albert-Chennevier em Créteil.

## Artigos selecionados/obras
- Moscou sob Lenin
- Trotsky e as origens do trotskismo
- História do Movimento Operário de Zimmerwald à Revolução Russa